# Imperatriz (gemeente)
Imperatriz is een gemeente in de Braziliaanse deelstaat Maranhão. De gemeente telt 254.569 inwoners (schatting 2017).
De plaats is zetel van het rooms-katholieke bisdom Imperatriz.

## Aangrenzende gemeenten
De gemeente grenst aan Cidelândia, Davinópolis, Governador Edison Lobão, João Lisboa, São Francisco do Brejão, Senador La Rocque, Augustinópolis (TO), Praia Norte (TO), Sampaio (TO) en São Miguel do Tocantins (TO).

## Verkeer en vervoer
De stad ligt aan de radiale snelweg BR-010 tussen Brasilia en Belém. Daarnaast ligt ze aan de wegen MA-122 en TO-126.

## Geboren
- Rayssa Leal (2008), skateboardster